# Paola Capriolo
Paola Capriolo (Milano, 1º gennaio 1962) è una scrittrice e traduttrice italiana.

## Biografia
Figlia di Ettore Capriolo, collabora alle pagine culturali del Corriere della Sera e svolge attività di traduttrice, soprattutto dal tedesco. Le sue opere sono tradotte e pubblicate in Danimarca, Francia, Germania, Giappone, Giamaica, Vietnam, Gran Bretagna, Grecia, Lettonia, Paesi Bassi, Portogallo, Spagna, Stati Uniti, Svezia e Ungheria.
Per le sue opere ha vinto alcuni premi letterari: il Premio Berto nel 1988, per La grande Eulalia il Premio Rapallo Carige per la donna scrittrice, e il Premio Selezione Campiello nel 1989 per Il nocchiero; il Premio Grinzane Cavour per la narrativa 1992; il Premio Nazionale Rhegium Julii (1998) e il Premio letterario Basilicata nel 2005 per Una luce nerissima.
Nel 1997 pubblica per la Bompiani il racconto lungo, d'ispirazione mitologica, Con i miei mille occhi: l’opera è un lavoro a quattro mani con il compositore Alessandro Solbiati, che si è ispirato al racconto per comporre l’opera musicale che accompagna il testo (il libro venne infatti messo in commercio con un CD audio allegato, ove è incisa anche una versione ridotta del racconto recitata da Anna Nogara). 

## Lo stile
Il critico Stefano Giovanardi ha individuato le peculiarità stilistiche della narrativa di Paola Capriolo – almeno per quanto riguarda la fase che va dai racconti d'esordio fino a La spettatrice – nel prevalente uso del narratore onnisciente e nella ricerca di proiezioni metafisiche, simbolismi insistiti e prospettive allegoriche.

## Opere
- La grande Eulalia, Feltrinelli, 1988
- Il nocchiero, Feltrinelli, 1989
- Il doppio regno, Bompiani, 1991[10]
- La ragazza dalla stella d'oro, Einaudi, 1991
- Vissi d'amore, Bompiani, 1992
- La spettatrice, Bompiani, 1995
- L'assoluto artificiale. Nichilismo e mondo dell'espressione nell'opera saggistica di Gottfried Benn, Bompiani, 1996
- Un uomo di carattere, Bompiani, 1996
- Con i miei mille occhi, Bompiani, 1997
- Barbara, Bompiani, 1998
- Il sogno dell'agnello, Bompiani, 1999
- Una di loro, Bompiani, 2001
- Qualcosa nella notte. Storia di Gilgamesh, signore di Uruk, e dell'uomo selvatico cresciuto tra le gazzelle, Mondadori, 2003
- Una luce nerissima, Mondadori, 2005
- Rilke. Biografia di uno sguardo, Ananke, 2006
- L'amico invisibile, Einaudi, 2006
- Maria Callas, EL, 2007
- Ancilla, Perrone, 2008
- Il pianista muto, Bompiani, 2009
- Indira Gandhi, EL, 2009
- La macchina dei sogni, Piemme, 2009
- NO!-il rifiuto che sconfisse il razzismo, EL, 2010
- Io come te, EL, 2011
- Caino, Bompiani, 2012
- L'ordine delle cose, EL, 2013
- Mi ricordo, Giunti, 2015
- Partigiano Rita, EL, 2016
- Le Olimpiadi del coraggio, Einaudi Ragazzi, 2017
- Rita Levi Montalcini: una vita per la conoscenza, Einaudi Ragazzi, 2017
- Avventure di un gatto viaggiatore: dai Grigioni alla Grecia (e ritorno), Bompiani, 2017
- Marie e il signor Mahler, Bompiani, 2019
- Irina Nikolaevna o l'arte del romanzo, Bompiani, 2023

### Traduzioni
- Thomas Mann, La morte a Venezia, Collana Scrittori tradotti da scrittori, Torino, Einaudi, 1991.
- Wolfgang Goethe, I dolori del giovane Werther, Milano, Feltrinelli, 1993.
- Gottfried Keller, Romeo e Giulietta al villaggio, Collana Scrittori tradotti da scrittori, Torino, Einaudi, 1994.
- Wolfgang Goethe, Le affinità elettive, Venezia, Marsilio, 1995.
- Arthur Schnitzler, Doppio sogno, Torino, Einaudi, 2002.
- Franz Kafka, Il castello, Torino, Einaudi, 2002.
- Heinrich von Kleist, Michael Kohlhaas, Venezia, Marsilio, 2003.
- Adalbert Stifter, Pietre colorate, Venezia, Marsilio, 2005.
- Franz Kafka, La metamorfosi, il notes magico, 2011.
- Franz Kafka, Il Processo, Milano, SE, 2015.